# Lepidiolamprologus
Lepidiolamprologus (Gr.: „lepidos“ = mit Schuppen, „lampros“ = glänzend) ist eine Gattung aus der Familie der Buntbarsche (Cichlidae), die im Tanganjikasee endemisch ist und dort an den Geröllküsten, in der Fels- und Übergangszone lebt.

## Merkmale
Lepidiolamprologus-Männchen werden 14 bis 32,5 cm lang, die Weibchen bleiben etwas kleiner. Die Fische sind sehr langgestreckt, der Körperquerschnitt annähernd rund. Charakteristisch für die Gattung ist die hohe Schuppenzahl in einer Seitenlängsreihe (über 60). Das Maul ist groß und tief gespalten, die Zähne kräftig. In beiden Kiefern befinden sich einige starke Fangzähne. Die Schwanzflosse schließt gerade ab oder ist leicht eingebuchtet.

## Lebensweise
Lepidiolamprologus-Arten leben zwischen Geröll, an den Felsküsten und in der Übergangszone zwischen felsigen Biotopen und der Sandzone und ernähren sich carnivor. Sie bilden Reviere, die sie energisch gegenüber Artgenossen und ähnlich aussehenden Arten verteidigen, und nur zur Fortpflanzungszeit Paare oder Haremsgruppen aus einem Männchen und mehreren Weibchen. Die 200 bis 500 kleinen Eier werden in Höhlen oder Felsspalten abgelegt. Die Larven schlüpfen nach etwa drei Tagen.

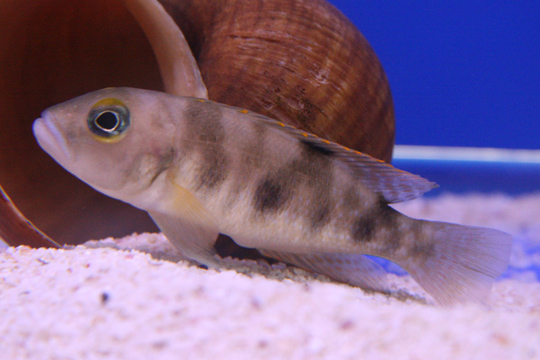
Lepidiolamprologus boulengeri

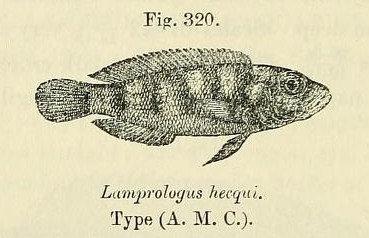
Lepidiolamprologus hecqui

## Arten
Zur Gattung gehören zehn Arten.
- Lepidiolamprologus attenuatus (Steindachner, 1909)
- Boulengers Schneckenbuntbarsch (Lepidiolamprologus boulengeri Steindachner, 1909)
- Lepidiolamprologus elongatus (Boulenger, 1898) (Typusart)
- Lepidiolamprologus hecqui (Boulenger, 1899)
- Lepidiolamprologus kamambae Kullander, Karlsson & Karlsson, 2012
- Lepidiolamprologus kendalli (Poll & Stewart, 1977)
- Lepidiolamprologus meeli (Poll, 1948)
- Lepidiolamprologus mimicus Schelly, Takahashi, Bills & Hori, 2007
- Lepidiolamprologus profundicola (Poll, 1949)
- Lepidiolamprologus variostigma Büscher, 1995

## Äußere Systematik
Die Gattung Lepidiolamprologus ist monophyletisch. Zusammen mit der Gattung Altolamprologus und zahlreichen Arten der Gattungen Altolamprologus und Neolamprologus, darunter auch viele „Schneckenbuntbarsche“, bildet Lepidiolamprologus eine monophyletische Klade innerhalb der Tribus Lamprologini, die als gemeinsames Merkmal einen verknöcherten Lippenknorpel besitzen (ossified group). 